# I Ketut Ariana
I Ketut Ariana (6 de setembro de 1989) é um halterofilista que representou a Indonésia, na categoria até 69 kg masculino do halterofilismo nos Jogos Olímpicos de Verão de 2016 no Rio de Janeiro.